# Liste der Straßen und Plätze in Gomlitz

Lage der Gemarkung Gomlitz in Dresden

Die Liste der Straßen und Plätze in Gomlitz beschreibt das Straßensystem im Dresdner Ortsteil Gomlitz mit den entsprechenden historischen Bezügen. Aufgeführt sind Straßen, die im Gebiet der Gemarkung Gomlitz liegen. Kulturdenkmale in der Gemarkung Gomlitz sind in der Liste der Kulturdenkmale in Gomlitz aufgeführt.
Gomlitz ist Teil der Ortschaft Weixdorf, die zugleich einen statistischen Stadtteil der sächsischen Landeshauptstadt Dresden bildet. Wichtigste Straße in der Gemarkung Gomlitz ist die A 4, die auf ihrem Abschnitt zwischen dem Autobahndreieck Dresden-Nord und der Anschlussstelle Hermsdorf/Weixdorf die Flur etwa mittig von Südwesten nach Nordosten durchzieht. Etwa im rechten Winkel dazu, jedoch ohne Anschlussstelle an die Autobahn, verläuft unter dem Namen Alte Moritzburger Straße die Staatsstraße S 58 von Weixdorf über Gomlitz nach Bärnsdorf. Von Bedeutung ist ferner die Radeburger Landstraße, die als Kreisstraße K 6260 in Richtung Medingen führt. Insgesamt gibt es in Gomlitz elf benannte Straßen, die in der folgenden Liste aufgeführt sind.

## Legende
Die nachfolgende Tabelle gibt eine Übersicht über die vorhandenen Straßen und Plätze im Ortsteil sowie einige dazugehörige Informationen. Im Einzelnen sind dies:
- Name/Lage: Aktuelle Bezeichnung der Straße oder des Platzes sowie unter ‚Lage‘ ein Koordinatenlink, über den die Straße oder der Platz auf verschiedenen Kartendiensten angezeigt werden kann. Die Geoposition gibt dabei ungefähr die Mitte der Straße an.
- Länge/Maße in Metern: Die in der Übersicht enthaltenen Längenangaben sind nach mathematischen Regeln auf- oder abgerundete Übersichtswerte, die in Google Earth mit dem dortigen Maßstab ermittelt wurden. Sie dienen eher Vergleichszwecken und werden, sofern amtliche Werte bekannt sind, ausgetauscht und gesondert gekennzeichnet. Bei Plätzen sind die Maße in der Form a × b dargestellt. Der Zusatz ‚im Stadtteil‘ bzw. ‚im Ortsteil‘ gibt an, wie lang die Straße innerhalb des Stadt-/Ortsteils ist, sofern sie durch mehrere Stadt-/Ortsteile verläuft.
- Namensherkunft: Ursprung oder Bezug des Namens.
- Jahr der Benennung: Zeitpunkt, zu dem die Straße ihren heute gültigen Namen erhielt (sofern bekannt).
- Anmerkungen: Weitere Informationen bezüglich anliegender Institutionen, der Geschichte der Straße, historischer Bezeichnungen, Baudenkmalen usw.
- Bild: Foto der Straße.

## Straßenverzeichnis
| Name/Lage                     | Länge/Maße | Namensherkunft | Jahr der Benennung | Anmerkungen | Bild       |
| ----------------------------- | ---------- | --- | ------------------ | --- | ---------- |
| Alte Moritzburger Straße Lage |            | Alte Verbindungsstraße von Lausa nach Moritzburg                                                                         |                    | Die Alte Moritzburger Straße ist Teil der Staatsstraße S 58.                                                    |            |
| Altgomlitz Lage               |            | Alter Dorfkern von Gomlitz                                                                                               |                    | Altgomlitz entstand als Gassendorf.                                                                             | Altgomlitz |
| Am Hornsberg Lage             |            | Lage am Hornsberg, einem Hügel nordwestlich von Altgomlitz                                                               |                    | Die Straße Am Hornsberg dient als Zufahrt zu Kleingärten.                                                       |            |
| Am Promigberg Lage            |            | Lage am Promigberg, einem Hügel nordöstlich von Altgomlitz                                                               |                    | Die Straße Am Promigberg erschließt ab Mitte der 1990er Jahre errichtetes Gewerbegebiet.                        |            |
| Auenweg Lage                  |            | Flussaue des Schelsbachs                                                                                                 |                    | Der Auenweg ist die direkte Verbindung zwischen den benachbarten Dorfkernen von Weixdorf und Gomlitz.           |            |
| Gomlitzer Höhe Lage           |            | Lage an der Gomlitzer Höhe, einem Hügel westlich von Altgomlitz                                                          |                    | Die Straße Gomlitzer Höhe verbindet die Alte Moritzburger Straße und Altgomlitz.                                |            |
| Gomlitzer Querweg Lage        |            | Querverbindung zwischen Radeburger Land- und Alter Moritzburger Straße in Gomlitz                                        |                    | Der Zusatz „Gomlitzer“ wurde wegen mehrerer gleichnamiger Straßen im Stadtgebiet notwendig.                     |            |
| Marsdorfer Hauptstraße Lage   |            | Hauptstraße im benachbarten Ortsteil Marsdorf                                                                            |                    | Die Marsdorfer Hauptstraße ist die direkte Verbindung nach Marsdorf.                                            |            |
| Radeburger Landstraße Lage    |            | Landstraße nach Radeburg                                                                                                 |                    | Die Radeburger Landstraße ist Teil der Kreisstraße 6260 und führt von Gomlitz zur Staatsstraße 177 in Medingen. |            |
| Zeiss-Abbe-Straße Lage        |            | Carl Zeiss und Ernst Abbe, deutsche Unternehmer, die gemeinsam mit Otto Schott die Grundlagen der modernen Optik schufen |                    | Die Zeiss-Abbe-Straße verbindet die Alte Moritzburger Straße und Altgomlitz.                                    |            |
| Zur Bauernbrücke Lage         |            | Verlauf zur Bauernbrücke, einer Überführung                                                                              |                    | Die Straße Zur Bauernbrücke erschließt als Wirtschaftsweg die nördlichen Gomlitzer Feldfluren.                  |            |